# Oncostemum bojeranum
Oncostemum bojeranum är en viveväxtart som beskrevs av A. Dc. Oncostemum bojeranum ingår i släktet Oncostemum och familjen viveväxter. Inga underarter finns listade i Catalogue of Life.